# Okuruto Noboru
Okuruto Noboru Inc. (яп. 株式会社オクルトノボル, Kabushiki-gaisha Okuruto Noboru) — японська анімаційна студія, розташована в Токіо, заснована 1 грудня 2017 року колишнім продюсером Gonzo/David Production Вані Когучі.

## Праця

### Телесеріали
| Назва                                                                  | Режисер(и)             | Початок випуску | Кінець випуску   | Еп  | Нотатки                                                                                               | Прм   |
| ---------------------------------------------------------------------- | ---------------------- | --------------- | ---------------- | --- | --- | ----- |
| The Girl in Twilight                                                   | Джин Тамамура Юічі Абе | 1 жовтня, 2018  | 17 грудня, 2018  | 12  | Мультимедійна франшиза. Спільна анімація зі студією Dandelion Animation. Епізоди 8-13.                | [ 2 ] |
| The Hidden Dungeon Only I Can Enter                                    | Кента Оніші            | 9 січня, 2021   | 27 березня, 2021 | 12  | За мотивами серії ранобе, написаного Меґуру Сето.                                                     | [ 3 ] |
| How Not to Summon a Demon Lord Ω                                       | Сатоші Кувабара        | 9 квітня, 2021  | 11 червня, 2021  | 10  | продовження How Not to Summon a Demon Lord. Спільне виробництво з Tezuka Productions. Епізоди 2 та 7. | [ 4 ] |
| Tomodachi Game                                                         | Хірофумі Оґура         | 6 квітня, 2022  | 22 червня, 2022  | 12  | За мотивами манґи Юкі Сато.                                                                           | [ 5 ] |
| My Instant Death Ability Is So Overpowered                             | Масакадзу Хісіда       | 5 січня, 2024   | 22 березня, 2024 | 12  | За мотивами серії ранобе Цуйоші Фудзітака.                                                            | [ 6 ] |
| Studio Apartment, Good Lighting, Angel Included                        | Кента Оніші            | 6 квітня, 2024  | 15 червня, 2024  | 12  | За мотивами серії манґи, написаної Матобою.                                                           | [ 7 ] |
| Viral Hit                                                              | Масакадзу Хісіда       | 11 квітня, 2024 | 27 червня, 2024  | 12  | За мотивами манхви, написаної Теджун Паком.                                                           | [ 8 ] |
| Even Given the Worthless "Appraiser" Class, I'm Actually the Strongest | Кента Оніші            | 9 січня, 2025   | TBA              | TBA | За мотивами серії ранобе, написаної Ібаракіно.                                                        | [ 9 ] |

### OVA
| Назва                                               | Дата показу     | Еп | Нотатки                                             | Прм    |
| --------------------------------------------------- | --------------- | -- | --------------------------------------------------- | ------ |
| Hyperdimension Neptunia: Nepu no Natsuyasumi        | 8 липня, 2019   | 1  | OVA до Hyperdimension Neptunia: The Animation.      | [ 10 ] |
| Planetarian: Snow Globe                             | 25 серпня, 2021 | 1  | OVA до Planetarian: The Reverie of a Little Planet. | [ 11 ] |
| Hyperdimension Neptunia: Nep Nep Darake no Festival | 26 жовтня, 2022 | 1  | OVA до Hyperdimension Neptunia: The Animation.      | [ 12 ] |
| Hyperdimension Neptunia: Hidamari no Little Purple  | 26 жовтня, 2022 | 1  | OVA до Hyperdimension Neptunia: The Animation.      | [ 13 ] |